# Opričnina
Opričnina (ruski: опричнина) u šireme smislu podrazumijeva razdoblje u ruskoj povijesti od 1565. do 1572. godine, tijekom vladavine Ivana IV. Groznog. Karaktaristika ovoga razdoblja je jačanje carskoga apsolutizma, što je bilo praćeno neviđenime terorom i progonom carevih protivnika među boljarima i svećeništvom, kao i gušenjem svih oblika lokalne samouprave. Opričnina u užeme smislu označava dio Moskovskoga Carstva koji je u to vrijeme bio pod carevom neposrednom kontrolom. Opričnici su bili vojno-policijski odredi Ivana IV. Groznoga. Kao naročito priviligirana skupina od 6000 ljudi, izabranih iz redova nižega plemstva, opričnici su imali zadatak, da pod optužbom za izdaju, likvidiraju i velike boljare, protivnike careve samovlasti.

## Uvod
Car Ivan Grozni u početku svoje vladavine doživio je nekoliko osobnih tragedija: 1538. godine majku su mu otrovali boljari, 1553. godine sin Dimitrije Ivanovič (stariji), njegov prvijenac, utopio se u rijeci pod nejasnima okolnostima, a 1560. godine izgubio je voljenu suprugu Anastasiju Romanovnu, za koju je sumnjao da je otrovana. Također, prijatelji i suradnici kojima je vjerovao više su ga puta izdali: 1553. godine dok je car bio bolestan, njegovi najbliži boljari odbili su položiti zakletvu njegovome sinu, careviću Dmitriju Ivanoviču (mlađem), dok je 1564. godine njegov najbolji vojskovođa i prijatelj iz djetinjstva, knez Andrej Mihajlovič Kurbski, prebjegao u Poljsko-Litavsku Uniju.
Car Ivan počeo je sumnjati da su i drugi aristokrati također bili spremni izdati ga.

## Organizacija
Razočaran boljarima, car je okupio oko sebe najsiromašnije plemiće, na čelu s Maljutom Skuratovom i Borisom Godunovom, i 1565. godine sazvao Zemski sabor, preteći abdikacijom ako boljari i Ruska pravoslavna Crkva ne prime nove reforme. Car je od Zemskoga sabora iznudio apsolutnu vlast i pravo da kažnjava sve svoje protivnike bez suda, dok je Moskovsko Carstvo podijeljena na dva dijela: Opričninu i Zemščinu.
Opričnina je bio carev osobni posjed, nastao zapljenom imanja pogubljenih boljara, koji su uživali opričnici, carevi tjelohranitelji i osobna policija, izabrani od najsiromašnijih plemića bez zemlje. U početku je opričnika bilo 1000, a kasnije je njihov broj porastao na 5000.
Zemščina, ostatak Moskovskoga Carstva koji je ostao pod upravom Boljarske dume, bio je u nemilosti, kolektivno osumnjičen za izdaju te su opričnici imali pravo podvrgavanja njenih članova nasilju kako bi zaštitili cara od izdaje.

## Teror
Ivanova revolucija bila je praćena terorom: manastirske kronike iz 1560. – 1570. nabrajaju poimence 3470 žrtava carevoga gnjeva. Često, žrtve su bile pogubljene „sa svojom ženom”, „sa ženom i djecom” ili „s još deset ljudi koji pritekoše u pomoć”.
Usprkos tisućama pogubljenih boljara, ni jedna boljarska obitelj nije istrebljena. Car je naređivao manastirima da se mole za duše pogubljenih te je pravdao pogubljenja i mučenja kao uobičajenu kaznu za izdaju u cijelome svijetu, naročito u vrijeme rata.
Pored kneževsko-boljarskoga staleža, nastradale su i područja stare gradske slobode i državne nezavisnosti – pokrajine nekadašnje Novgorodske Republike. Vrhunac terora bio je Novgorodski masakr 1570. godine, kada je najbogatiji trgovački centar Rusije, Veliki Novgorod, temeljno opljačkan i spaljen, a pogubljeno je 2770 ljudi.

## Ukidanje
Opričnina je ukinuta na Zemskome saboru 1572. godine, ali njeni su članovi formirali novu aristokraciju, zasnovanu na službi caru, i nastavili imati istaknute uloge u Moskovskome Carstvu sve do doba velike smutnje. Tako je Boris Godunov najprije bio regent cara Fjodora I. Zvonara, a zatim car Moskovskoga Carstva od 1598. do 1605. godine., dok je Marija Skuratova-Beljska, kći Maljute Skuratova, završila kao carica Moskovskoga Carstva.

## Vanjske poveznice
- Opričnina Hrvatska enciklopedija
- Opričnina, Proleksis enciklopedija
- Опричнина, Enciklopedijski rječnik Brockhausa i Efrona
- Опричнина, Velika sovjetska enciklopedija
- ОПРИ́ЧНИНА  Arhivirana inačica izvorne stranice od 7. svibnja 2020. (Wayback Machine), Velika ruska enciklopedija